# サリー (アルバム)
『サリー』は、日本の女性歌手・安藤裕子のデビューアルバム、及び本作1曲目に収録されている楽曲名である。2003年7月9日発売。発売元はcutting edge。

## 解説
- 女優としての下積み活動の末、26歳という遅咲きの歌手デビューを果たした安藤裕子の1枚目のアルバム。avex trax内のレコード・レーベル、cutting edgeからの発売。
- 先行シングルも発表されなかったため、本作でCDデビューともなるミニアルバムである。シングル曲、タイアップが無かったため、ほぼ無名の状態で発売された本作は、オリコンアルバムチャートでもチャートインせず、300位圏外である。
- 収録曲の「サリー」はPVが製作されたり、「サリー」「黒い車」が1stフルアルバム『Middle Tempo Magic』にも収録されたり、ミニアルバムというより、マキシシングル的な位置づけである。

## 収録曲
1. サリー
（作詞:安藤裕子　作曲:安藤裕子 / 山本隆二）
※あとにTBSで放送された台湾ドラマ「流星花園 ～花より男子～」のエンディングテーマに使用された。
2. 黒い車
（作詞・作曲:安藤裕子）
3. summer
（作詞・作曲:安藤裕子）
4. 蒔かれた種について
（作詞・作曲:安藤裕子）
5. リズム
（作詞・作曲:安藤裕子）